# Serre, Salerno
Serre är en ort och kommun i provinsen Salerno i regionen Kampanien i Italien. Kommunen hade 3 932 invånare (2017).